# カーリン
カーリン (Curlin) は、アメリカ合衆国の競走馬、種牡馬である。おもな勝ち鞍は2007年ブリーダーズカップ・クラシック、プリークネスステークス、ジョッキークラブゴールドカップ、2008年ドバイワールドカップ。主戦騎手はロビー・アルバラード。

## 概要
2007年の年明けデビューながら圧勝を重ね、急遽「ケンタッキーダービーの新星現る」と注目を集めた。2007年のアメリカクラシック路線はケンタッキーダービー3着、プリークネスステークス1着、ベルモントステークス2着と常に上位に入り、その後古馬との初対戦となったジョッキークラブゴールドカップを制し、秋の大一番ブリーダーズカップ・クラシックも制覇した。

## 来歴

### 3歳（2007年）
2005年9月にキーンランドセプテンバーセールにて5万7000ドルで落札され、2007年2月のデビュー戦で12馬身4分の3の圧勝で初戦を飾る。この競走を見ていた複数の馬主（パドゥア・ステーブル、ストーンストリート・ステーブルら）が、ミッドナイト・クライ・ステーブルにトレードを申し込み複数による共同所有となった。トレード価格は350万ドルと推定されている。
その後、G3のレベルステークス、G2のアーカンソーダービーを連勝した。ともに圧勝であったため、「ケンタッキーダービーの新星現る」と注目を集め、同競走の前売り最終プール1番人気に支持され、当日にも2番人気に推されたが、ストリートセンス (Street Sense) に押し切られ3着と敗れる。しかし、プリークネスステークスではそのストリートセンスを直線ゴール手前で差し切り優勝。初G1制覇となった。
二冠目を狙うカーリンは、三冠最終戦のベルモントステークスに出走。ここではストリートセンスが回避したため6対5の抜けた1番人気に推されたが、牝馬路線からこちらに回ってきたラグズトゥリッチズ (Rags to Riches) との叩き合いに敗れ、102年ぶりの大偉業を尻目に2着に終わった。
3歳クラシック以後はブリーダーズカップ・クラシックを目標に調整され、ハスケル招待ハンデキャップ3着後、古馬との初対戦となったジョッキークラブゴールドカップではローヤーロンとの一騎討ちを制して1着となる。そして迎えた10月27日、ブリーダーズカップ・クラシック。ひさびさに顔合わせとなったストリートセンスや、ジョージワシントンなどが出走してきているなか4番人気に支持され、レースでは直線逃げ粘るハードスパンをかわし4馬身半の差をつけ快勝した。勝ち時計はトラックレコードにわずか0.19秒差という優秀なものだった。

### 4歳（2008年）
前年のブリーダーズカップ・クラシック制覇が評価され、2007年度のエクリプス賞年度代表馬に選ばれた。
2008年初戦はドバイワールドカップを見据えて、現地のハンデ戦に出走した。他馬とは約7キログラム差の60キログラムというハンデを背負ったが、直線であっさり抜け出すとそのまま後続に2と4分の1馬身差をつけて優勝。続く本番のドバイワールドカップでも、直線半ばで抜けだすと、あとは独走状態になり圧勝した。
帰国後は6月14日に行われたスティーブンフォスターハンデキャップに出走。4番手でレースを進め、直線半ばで先頭のアインシュタインを交わすと4と4分の1馬身差をつけて完勝した。
その勝利後、かねてより凱旋門賞への出走を検討していた陣営は、芝への適性を確かめるためカーリンを一度芝のレースへ出走させることとし、そのレースにマンノウォーステークスが選ばれた。なお、アメリカ調教馬が凱旋門賞に出走すること自体がまれであり、前年度のブリーダーズカップ・クラシック覇者となれば史上初である。しかしレースでは、スタートで出負けしたこともあり、2006年度ブリーダーズカップ・ターフの覇者であるレッドロックスをとらえきれず2馬身差の2着に敗れた。この結果により凱旋門賞への挑戦を断念、その後もダート戦線を進むことになり、ウッドウォードステークス、ジョッキークラブゴールドカップと連勝し、ジョッキークラブゴールドカップの勝利によって生涯獲得賞金でシガーを上回り北アメリカ史上最高となるとともに、北アメリカのサラブレッドとしては史上初の1000万ドルホースとなった。
10月25日、サンタアニタパーク競馬場で開催され、オールウェザーで行われたブリーダーズカップ・クラシックに出走、早めに抜け出し押し切りを狙うも後続に差されて4着に敗れた。馬主はオールウェザーにおいてカーリンが敗れたことに強い不満を抱いており、「二度とプラスチックの上では走らせない（プラスチックにはまがい物の意味がある）」と発言した。このレースを最後に現役を引退。

## 競走成績
| 出走日         | 競馬場             | 競走名                  | 格 | 距離   | 着順 | 騎手           | 着差       | 1着（2着）馬         |
| -------------- | ------------------ | ----------------------- | -- | ------ | ---- | -------------- | ---------- | -------------------- |
| 2007年02月03日 | ガルフストリーム   | 未勝利                  |    | D7f    | 1着  | R.ベハラーノ   | 12 3/4馬身 | (Winstrella)         |
| 2007年03月17日 | オークローンパーク | レベルS                 | G3 | D8.5f  | 1着  | R.アルバラード | 5 1/4馬身  | (Officer Rocket)     |
| 2007年04月14日 | オークローンパーク | アーカンソーダービー    | G2 | D9f    | 1着  | R.アルバラード | 10 1/2馬身 | (Storm in May)       |
| 2007年05月05日 | チャーチルダウンズ | ケンタッキーダービー    | G1 | D10f   | 3着  | R.アルバラード | 8馬身      | Street Sense         |
| 2007年05月19日 | ピムリコ           | プリークネスS           | G1 | D9.5f  | 1着  | R.アルバラード | アタマ     | (Street Sense)       |
| 2007年06月09日 | ベルモントパーク   | ベルモントS             | G1 | D12f   | 2着  | R.アルバラード | アタマ     | Rags to Riches       |
| 2007年08月05日 | モンマスパーク     | ハスケル招待H           | G1 | D9f    | 3着  | R.アルバラード | 4 1/2馬身  | Any Given Saturday   |
| 2007年09月30日 | ベルモントパーク   | ジョッキークラブGC      | G1 | D10f   | 1着  | R.アルバラード | クビ       | (Lawyer Ron)         |
| 2007年10月27日 | モンマスパーク     | BCクラシック            | G1 | D10f   | 1着  | R.アルバラード | 4 1/2馬身  | (Hard Spun)          |
| 2008年02月28日 | ナドアルシバ       | ジャガートロフィー      |    | D2000m | 1着  | R.アルバラード | 2 1/4馬身  | (Familiar Territory) |
| 2008年03月29日 | ナドアルシバ       | ドバイWC                | G1 | D2000m | 1着  | R.アルバラード | 7 3/4馬身  | (Asiatic Boy)        |
| 2008年06月14日 | チャーチルダウンズ | スティーブンフォスターH | G1 | D9f    | 1着  | R.アルバラード | 4 1/4馬身  | (Einstein)           |
| 2008年07月12日 | ベルモントパーク   | マンノウォーS           | G1 | 芝11f  | 2着  | R.アルバラード | 2馬身      | Red Rocks            |
| 2008年08月30日 | サラトガ           | ウッドウォードS         | G1 | D9f    | 1着  | R.アルバラード | 1 1/4馬身  | (Past the Point)     |
| 2008年09月27日 | ベルモントパーク   | ジョッキークラブGC      | G1 | D10f   | 1着  | R.アルバラード | 3/4馬身    | (Wanderin Boy)       |
| 2008年10月25日 | サンタアニタパーク | BCクラシック            | G1 | AW10f  | 4着  | R.アルバラード | 3馬身      | Raven's Pass         |

※Hはハンデキャップ、Sはステークス、BCはブリーダーズカップ、WCはワールドカップ、GCはゴールドカップの略。また、招待はインビテーショナルを訳して表記。

### 受賞歴
- 2007年度エクリプス賞年度代表馬、最優秀3歳牡馬
- 2008年度エクリプス賞年度代表馬、最優秀古牡馬

## 種牡馬時代
2009年よりレーンズエンドファームにて種牡馬となった。初年度の種付け料は75000ドル。2012年に初年度産駒がデビューすると、パレスマリスが翌年のベルモントステークスを制し、産駒の初重賞制覇をクラシックで達成する。2016年からヒルンデイルファームへ移動した。
2019年のブリーダーズカップ・クラシックを産駒のヴィーノロッソが制し、オーサムアゲイン・ゴーストザッパー父子以来二組目の同レース父子制覇を達成した。
2022年のエクリプス賞はMalathaatが最優秀古馬牝馬、Elite Powerが最優秀短距離牡馬、Nestが最優秀3歳牝馬を獲得。同一産駒の3賞受賞はエクリプス賞創設以来初の快挙となった。2023年もCody's Wishが年度代表馬及び最優秀古馬、Idiomaticが最優秀古馬牝馬、Elite Powerが最優秀短距離牡馬を受賞した。
2024年の種付け料の25万ドルはイントゥミスチーフ、ガンランナーと並び北米最高額。
後継種牡馬も活躍しており、Keen Ice産駒のRich Strikeは2022年ケンタッキーダービー、Good Magic産駒のMageは2023年のケンタッキーダービー、Palace Malice産駒のジャンタルマンタルが朝日杯フューチュリティステークス、NHKマイルカップを制覇した。

### 主な産駒
GI級競走は太字で示す
- 2010年産
  - Palace Malice / パレスマリス - 2013年ベルモントステークス、ジムダンディステークス、2014年ガルフストリームパークハンデキャップ、ニューオリンズハンデキャップ、ウェストチェスターステークス、メトロポリタンハンデキャップ
- 2012年産
  - Curalina / カラライナ - 2015年エイコーンステークス、コーチングクラブアメリカンオークス、2016年ラトロワンヌステークス、シュヴィーハンデキャップ
  - Keen Ice / キーンアイス - 2015年トラヴァーズステークス、2017年サバーバンステークス
  - Stellar Wind / ステラーウインド - 2015年サンタイサベルステークス、サンタアニタオークス、サマータイムオークス、トーリーパインズステークス、2016年クレメントL.ハーシュステークス、ゼニヤッタステークス、2017年アップルブロッサムハンデキャップ、ビホルダーマイル、クレメントL.ハーシュステークス
- 2013年産
  - Connect / コネクト - 2016年ペンシルベニアダービー、シガーマイルハンデキャップ、2017年ウェストチェスターステークス
  - Exaggerator / エグザジャレイター - 2015年サラトガスペシャルステークス、ジャックポットステークス、2016年サンタアニタダービー、プリークネスステークス、ハスケルインビテーショナルステークス
  - Off the Tracks / オフザトラックス - 2015年スカイラーヴィルステークス、2016年マザーグースステークス
- 2015年産
  - Good Magic / グッドマジック - 2017年ブリーダーズカップジュベナイル、2018年ブルーグラスステークス、ハスケルインビテーショナルステークス
  - Vino Rosso / ヴィーノロッソ - 2018年ウッドメモリアルステーケス、2019年ゴールドカップアットサンタアニタステークス、ブリーダーズカップクラシック
- 2016年産
  - Global Campaign / グローバルキャンペーン - 2019年ピーターパンステークス、2020年モンマスカップ、ウッドワードハンデキャップ
- 2017年産
  - Paris Lights / パレスライツ - 2020年コーチングクラブアメリカンオークス、ディスタフハンデキャップ
  - Idol / アイドル - 2021年サンタアニタハンデキャップ
- 2018年産
  - Known Agenda / ノウンアジェンダ - 2021年フロリダダービー
  - Malathaat / マラサート - 2020年ドゥモアゼルステークス、2021年アッシュランドステークス、ケンタッキーオークス、アラバマステークス、2022年ダブルドッグデアステークス、パーソナルエンスンステークス、スピンスターステークス、ブリーダーズカップディスタフ
  - Clairiere / クレリエール - 2021年レイチェルアレクサンドラステークス、コティリオンステークス、2022年オグデンフィップスステークス、シュヴィーステークス、2023年アップルブロッサムハンデキャップ、オグデンフィップスステークス
  - Obligatory / オブリガトリー - 2021年エイトベルズステークス、チルッキステークス、2022年ハリケーンバーティステークス、ダービーシティディスタフステークス
  - Cody's Wish / コディーズウィッシュ - 2022年ウェストチェスターステークス、フォアゴーステークス、ブリーダーズカップダートマイル、2023年チャーチルダウンズステークス、メトロポリタンハンデキャップ、ブリーダーズカップダートマイル、ヴォスバーグステークス
  - Elite Power / エリートパワー - 2022年ヴォスバーグステークス、ブリーダーズカップスプリント、2023年リヤドダートスプリント、トゥルーノースステークス、アルフレッド・G・ヴァンダービルトハンデキャップ、ブリーダーズカップスプリント
- 2019年産
  - Grace Adler / グレースアドラー - 2021年デルマーデビュータントステークス
  - Nest / ネスト - 2021年デモワゼルステークス、2022年アッシュランドステークス、コーチングクラブアメリカンオークス、アラバマステークス、ベルデイムステークス、2023年シュヴィーハンデキャップ
  - Idiomatic / イディオマティック - 2023年ショーニーステークス、デラウェアハンデキャップ、パーソナルエンスンステークス、スピンスターステークス、ブリーダーズカップディスタフ、2024年ラトロワンヌステークス、モリーピッチャーステークス、スピンスターステークス
  - Bright Future / ブライトフューチャー - 2023年ジョッキークラブゴールドカップ
- 2020年産
  - Julia Shining / ジュリアシャイニング - 2022年デモワゼルステークス
  - Raging Sea / レイジングシー - 2023年カムリステークス、2024年ダブルドッグデアステークス、シュヴィーステークス、パーソナルエンスンステークス、ベルデイムステークス、2025年ラトロワンヌステークス
  - Highland Falls / ハイランドフォールズ - 2024年ブレイムステークス、ジョッキークラブゴールドカップ
- 2022年産
  - Journalism / ジャーナリズム - 2024年ロスアラミトスフューチュリティ、2025年サンフェリペステークス、サンタアニタダービー、プリークネスステークス、ハスケルステークス

### 母の父としての主な産駒
- 2020年産
  - ガストリック（2022年東京スポーツ杯2歳ステークス）- 父ジャスタウェイ[3]
  - エンペラーワケア(2024年根岸ステークス、武蔵野ステークス）- 父ロードカナロア[4]

## 馬名の由来
馬名は南北戦争で戦った黒人奴隷チャールズ・カーリンに由来。最初の馬主であるシャーリー・カニンガム・ジュニアが彼のひ孫だったことにちなんでいる。

## 血統
| カーリンの血統ミスタープロスペクター系 / アウトブリード | カーリンの血統ミスタープロスペクター系 / アウトブリード | カーリンの血統ミスタープロスペクター系 / アウトブリード | （血統表の出典）     | （血統表の出典） |
| 父 Smart Strike 1992年 鹿毛                             | 父の父Mr. Prospector 1970年 鹿毛                        | Raise a Native                                          | Native Dancer        | Native Dancer    |
| 父 Smart Strike 1992年 鹿毛                             | 父の父Mr. Prospector 1970年 鹿毛                        | Raise a Native                                          | Raise You            |                  |
| 父 Smart Strike 1992年 鹿毛                             | 父の父Mr. Prospector 1970年 鹿毛                        | Gold Digger                                             | Nashua               | Nashua           |
| 父 Smart Strike 1992年 鹿毛                             | 父の父Mr. Prospector 1970年 鹿毛                        | Gold Digger                                             | Sequence             |                  |
| 父 Smart Strike 1992年 鹿毛                             | 父の母Classy 'n Smart 1981年 鹿毛                       | Smarten                                                 | Cyane                | Cyane            |
| 父 Smart Strike 1992年 鹿毛                             | 父の母Classy 'n Smart 1981年 鹿毛                       | Smarten                                                 | Smartaire            |                  |
| 父 Smart Strike 1992年 鹿毛                             | 父の母Classy 'n Smart 1981年 鹿毛                       | No Class                                                | Nodouble             | Nodouble         |
| 父 Smart Strike 1992年 鹿毛                             | 父の母Classy 'n Smart 1981年 鹿毛                       | No Class                                                | Classy Quillo        |                  |
| 母 Sherriff's Deputy 1994年 鹿毛                        | 母の父Deputy Minister 1979年 黒鹿毛                     | Vice Regent                                             | Northern Dancer      | Northern Dancer  |
| 母 Sherriff's Deputy 1994年 鹿毛                        | 母の父Deputy Minister 1979年 黒鹿毛                     | Vice Regent                                             | Victoria Regina      |                  |
| 母 Sherriff's Deputy 1994年 鹿毛                        | 母の父Deputy Minister 1979年 黒鹿毛                     | Mint Copy                                               | Bunty's Flight       | Bunty's Flight   |
| 母 Sherriff's Deputy 1994年 鹿毛                        | 母の父Deputy Minister 1979年 黒鹿毛                     | Mint Copy                                               | Shakney              |                  |
| 母 Sherriff's Deputy 1994年 鹿毛                        | 母の母Barbarika 1985年 鹿毛                             | Bates Motel                                             | Sir Ivor             | Sir Ivor         |
| 母 Sherriff's Deputy 1994年 鹿毛                        | 母の母Barbarika 1985年 鹿毛                             | Bates Motel                                             | Sunday Purchase      |                  |
| 母 Sherriff's Deputy 1994年 鹿毛                        | 母の母Barbarika 1985年 鹿毛                             | War Exchange                                            | Wise Exchange        | Wise Exchange    |
| 母 Sherriff's Deputy 1994年 鹿毛                        | 母の母Barbarika 1985年 鹿毛                             | War Exchange                                            | Jungle War F-No.19-c |                  |